# Léon Resemann
Léon Resemann (18. Dezember 1844 in Köln – 18. März 1924) war ein deutscher Theaterdirektor sowie Theater- und Filmschauspieler.

## Leben
Mit 18 Jahren ging er zur Bühne. Nachdem er sich zuerst an einigen kleinen ost- und westpreußischen Bühnen versuchte und schauspielerische Routine erworben hatte, fand er ein Engagement in Stettin. Darauf folgten Stationen in Düsseldorf, Köln, Magdeburg und Straßburg, bis er in den Verband des Hoftheaters Petersburg treten konnte, wo er zehn Jahre in hervorragender Stellung verblieb. Eine gleichbedeutende künstlerische Position fand er hierauf am Stadttheater Breslau. Nachdem er dort acht Jahre gewissermaßen als Stern des Schauspielensembles geleuchtet hatte, brachte er die folgenden sechs Jahre als gastierender Künstler zu. 1895 kaufte er das Stettiner Bellevuetheater und war dort in der Doppeleigenschaft als Theaterdirektor und Schauspieler tätig. Der weitere Lebensweg nach 1902 liegt im Dunkeln, lediglich 1913 taucht er noch einmal als Stummfilmschauspieler auf. Der Todesort ist unbekannt. Er starb im Alter von 79 Jahren.

## Filmografie
- 1913: Der Andere